# Grächen
Grächen (walsertyska: Greechu) är en ort och kommun i distriktet Visp i kantonen Valais, Schweiz. Kommunen hade 1 295 invånare (2023).